# Giuseppe Torromino
Giuseppe Torromino (Crotone, 21 giugno 1988) è un calciatore italiano, attaccante del Mesoraca.

## Caratteristiche tecniche
Paragonato per prestanza fisica e doti tecniche a Hulk - anche per via della somiglianza con l'attore statunitense Lou Ferrigno - è un attaccante polivalente in grado di agire da esterno offensivo, seconda punta (ruolo che ha coperto per larghi tratti della sua carriera, salvo poi adattarsi ad esterno con l'arrivo di Ivan Jurić sulla panchina del Crotone) trequartista, o terminale offensivo della manovra.
In possesso di un tiro secco e preciso, è un calciatore agile nei movimenti, tecnico, possente fisicamente (fa della forza fisica e dell'esplosività le sue doti migliori) che predilige attaccare la profondità partendo da sinistra, in modo da convergere al centro e tentare la conclusione con il destro.

## Carriera
Muove i suoi primi passi nel settore giovanile della Biellese. Dopo aver trascorso varie stagioni nelle serie inferiori, il 13 luglio 2012 viene tesserato dal Crotone - squadra della sua città - con cui firma un contratto valido per tre stagioni.
Esordisce in Serie B il 9 settembre contro il Cittadella, sostituendo Maiello al 54' e segnando una delle tre reti che consentono ai pitagorici di vincere l'incontro in rimonta per 3-1. Alla ricerca di un maggior minutaggio, l'8 gennaio 2014 passa in prestito con diritto di riscatto per la compartecipazione alla Virtus Entella. A fine stagione la squadra vince il campionato, conquistando una storica promozione in Serie B.
Dopo aver trascorso una stagione in prestito al Grosseto (dove in coppia con Pichlmann mette a segno 15 reti), nel 2015 torna a Crotone. Sotto la guida di Jurić, che lo adatta a esterno offensivo, mette a segno - agendo spesso da riserva - 5 reti in 23 presenze, contribuendo alla promozione in Serie A dei calabresi.
Non rientrando nei progetti tecnici della società, il 4 agosto 2016 viene acquistato dal Lecce, in Lega Pro. Il calciatore firma un contratto di due stagioni con opzione di rinnovo in caso di promozione in Serie B. Il 16 ottobre mette a segno una tripletta - la prima in carriera - contro la Virtus Francavilla. Il 12 aprile 2018, a seguito di problemi muscolari che gli hanno fatto concludere anzitempo la stagione, rescinde il contratto che lo legava al club salentino, permettendo così il reintegro in rosa di Mario Pacilli, escluso dalla lista nella precedente sessione di mercato. La stagione successiva viene reintegrato nella rosa del Lecce.
Dopo aver vinto due campionati di Serie C con Juve Stabia e Ternana, il 29 settembre 2021 scende di categoria, accordandosi con il Livorno in Eccellenza. Il 10 agosto 2022 gli amaranto vengono ammessi in Serie D dopo la revoca della promozione del Figline per illecito sportivo. Il 10 dicembre 2022 si trasferisce alla Sambenedettese, in Serie D.
Nel 2023 si trasferisce al PDHAE, squadra valdostana di Serie D, a titolo definitivo.

## Statistiche

### Presenze e reti nei club
Statistiche aggiornate al 7 gennaio 2024.
| Stagione           | Squadra            | Campionato         | Campionato | Campionato | Coppe nazionali | Coppe nazionali | Coppe nazionali | Coppe continentali | Coppe continentali | Coppe continentali | Altre coppe | Altre coppe | Altre coppe | Totale | Totale |
| Stagione           | Squadra            | Comp               | Pres       | Reti       | Comp            | Pres            | Reti            | Comp               | Pres               | Reti               | Comp        | Pres        | Reti        | Pres   | Reti   |
| ------------------ | ------------------ | ------------------ | ---------- | ---------- | --------------- | --------------- | --------------- | ------------------ | ------------------ | ------------------ | ----------- | ----------- | ----------- | ------ | ------ |
| 2005-2006          | Biellese           | C2                 | 15         | 2          | CI-C            | 0               | 0               |                    | -                  | -                  |             | -           | -           | 15     | 2      |
| 2006-2007          | Torino             | A                  | 0          | 0          | CI              | 0               | 0               | -                  | -                  | -                  | -           | -           | -           | 0      | 0      |
| 2007-2008          | Biellese           | D                  | 19+1       | 5          | CI-D            | 0               | 0               | -                  | -                  | -                  | -           | -           | -           | 20     | 5      |
| 2008-2009          | Biellese           | D                  | 30+4       | 6+3        | CI-D            | 0               | 0               | -                  | -                  | -                  | -           | -           | -           | 34     | 9      |
| Totale Biellese    | Totale Biellese    | Totale Biellese    | 64+5       | 13+3       |                 | 0               | 0               |                    | -                  | -                  |             | -           | -           | 69     | 16     |
| 2009-2010          | Carrarese          | 2D                 | 13         | 0          | CI-LP           | 1               | 0               | -                  | -                  | -                  | -           | -           | -           | 14     | 0      |
| 2010-2011          | Treviso            | D                  | 30+2       | 4          | CI-D            | 2               | 1               | -                  | -                  | -                  | -           | -           | -           | 34     | 5      |
| 2011-2012          | Treviso            | 2D                 | 31         | 12         | CI-LP           | 4               | 0               | -                  | -                  | -                  | SL-2D       | 1           | 0           | 36     | 12     |
| Totale Treviso     | Totale Treviso     | Totale Treviso     | 61+2       | 16         |                 | 6               | 1               |                    | -                  | -                  |             | 1           | 0           | 70     | 17     |
| 2012-2013          | Crotone            | B                  | 18         | 3          | CI              | 2               | 0               | -                  | -                  | -                  | -           | -           | -           | 20     | 3      |
| 2013-gen. 2014     | Crotone            | B                  | 13         | 5          | CI              | 2               | 0               | -                  | -                  | -                  | -           | -           | -           | 15     | 5      |
| gen.-giu. 2014     | Virtus Entella     | 1D                 | 13         | 1          | CI+CI-LP        | -               | -               | -                  | -                  | -                  | SL-1D       | 2           | 1           | 15     | 2      |
| 2014-2015          | Grosseto           | LP                 | 35         | 15         | CI-LP           | -               | -               | -                  | -                  | -                  | -           | -           | -           | 35     | 15     |
| 2015-2016          | Crotone            | B                  | 23         | 5          | CI              | 3               | 0               | -                  | -                  | -                  | -           | -           | -           | 26     | 5      |
| Totale Crotone     | Totale Crotone     | Totale Crotone     | 54         | 13         |                 | 7               | 0               |                    | -                  | -                  |             | -           | -           | 61     | 13     |
| 2016-2017          | Lecce              | LP                 | 27+4       | 10         | CI+CI-LP        | 1+0             | 1               | -                  | -                  | -                  | -           | -           | -           | 32     | 11     |
| 2017-2018          | Lecce              | C                  | 31         | 5          | CI+CI-C         | 3+2             | 1+0             | -                  | -                  | -                  | SC-C        | 0           | 0           | 36     | 6      |
| 2018-gen. 2019     | Lecce              | B                  | 1          | 0          | CI              | 1               | 0               | -                  | -                  | -                  | -           | -           | -           | 2      | 0      |
| Totale Lecce       | Totale Lecce       | Totale Lecce       | 59+4       | 15         |                 | 7               | 2               |                    | -                  | -                  |             | 0           | 0           | 70     | 17     |
| gen.-giu. 2019     | Juve Stabia        | C                  | 15         | 0          | CI+CI-C         | -               | -               | -                  | -                  | -                  | SC-C        | 2           | 0           | 17     | 0      |
| ago. 2019          | Juve Stabia        | B                  | 0          | 0          | CI              | 1               | 0               | -                  | -                  | -                  | -           | -           | -           | 1      | 0      |
| Totale Juve Stabia | Totale Juve Stabia | Totale Juve Stabia | 15         | 0          |                 | 1               | 0               |                    | -                  | -                  |             | 2           | 0           | 18     | 0      |
| ago. 2019-2020     | Ternana            | C                  | 20         | 0          | CI-C            | 4               | 2               | -                  | -                  | -                  | -           | -           | -           | 24     | 2      |
| 2020-2021          | Ternana            | C                  | 19         | 2          | CI              | 0               | 0               | -                  | -                  | -                  | SC-C        | 1           | 0           | 20     | 2      |
| Totale Ternana     | Totale Ternana     | Totale Ternana     | 39         | 2          |                 | 4               | 2               |                    | -                  | -                  |             | 1           | 0           | 44     | 4      |
| 2021-2022          | Livorno            | Ecc.               | 17+5       | 6+2        | CI-Dil          | 1               | 1               | -                  | -                  | -                  | -           | -           | -           | 23     | 9      |
| ago.-dic. 2022     | Livorno            | D                  | 6          | 1          | CI-D            | 0               | 0               | -                  | -                  | -                  | -           | -           | -           | 6      | 1      |
| Totale Livorno     | Totale Livorno     | Totale Livorno     | 23+5       | 7+2        |                 | 1               | 1               |                    | -                  | -                  |             | -           | -           | 29     | 10     |
| dic. 2022-2023     | Sambenedettese     | D                  | 11         | 1          | CI-D            | -               | -               | -                  | -                  | -                  | -           | -           | -           | 11     | 1      |
| 2023-2024          | PDHAE              | D                  | 11         | 3          | CI-D            | 1               | 0               | -                  | -                  | -                  | -           | -           | -           | 12     | 3      |
| Totale carriera    | Totale carriera    | Totale carriera    | 414        | 91         |                 | 28              | 6               |                    | -                  | -                  |             | 6           | 1           | 448    | 98     |

## Palmarès

### Club

#### Competizioni nazionali
- Serie D: 2

Biellese: 2008-2009 (Girone A)
Treviso: 2010-2011 (Girone C)
- Lega Pro Seconda Divisione: 1

Treviso: 2011-2012 (Girone A)
- Lega Pro Prima Divisione: 1

Virtus Entella: 2013-2014 (Girone A)
- Serie C: 3

Lecce: 2017-2018 (Girone C)
Juve Stabia: 2018-2019 (Girone C)
Ternana: 2020-2021 (Girone C)
- Supercoppa di Serie C: 1

Ternana: 2021

#### Competizioni regionali
- Eccellenza Toscana: 1

Livorno: 2021-2022 (Girone B)